# ليندساي (اسم)
ليندساي (بالإنجليزية: Lindsay)‏ أو ليندسي (بالإنجليزية: Lindsey)‏ هو اسم علم شخصي من اصل اسكتلندي مذكر ومؤنث، أصله مأخوذ من مستوطنة ليندسي في إنجلترا وألذي يعني جزيرة شجرة الكلس. بدأ هذا الاسم بالانتشار في إنجلترا في القرن التاسع عشر وثم بدأ بالانتشار في الولايات المتحدة، في سنة 2014 احتل الاسم المركز 653 ضمن أكثر الأسماء إطلاقاً على الإناث، إلا أنه في عقد الثمانينات كان هذا الاسم منتشر واحتل المركز 35.

## الشخصيات
- ليندساي فون سباحة وعارضة أزياء أمريكية
- ليندسي لوهان مغنية وممثلة أمريكية
- ليندساي شو ممثلة أمريكية
- ليندساي لي ووترز لاعبة كرة مضرب أمريكية
- ليندساي إيلينغسون عارضة أزياء وسيدة أعمال أمريكية
- ليندسي فونسيكا ممثلة أمريكية
- ليندسي هنتر لاعب كرة سلة أمريكي
- ليندسي غراهام سياسي أمريكي
- ليندسي دافينبورت لاعبة كرة مضرب أمريكية